# Francoska prva republika
Francoska prva republika je bila razglašena 21. septembra 1792 kot rezultat francoske revolucije in ukinitve monarhije.
Republikanska vlada je uradno trajala do ustanovitve Francoskega cesarstva leta 1804 in je imela tri obdobja vladanja:
- Narodni zbor (1792-1795)
- Francoski direktorij (1795-1799)
- Francoski konzulat (1799-1804)

## Narodni zbor
Narodni zbor, ustanovljen 20. septembra 1792, je bil predstavništvo širših množic ljudi, v katerem so imeli večino žirondisti. Pod njihovim pritiskom je zbor razglasil smrtno obsodbo za francoskega kralja Ludvika XVI., ki je bil usmrčen 21. januarja 1793. Po začetnih vojaških neuspehih na bojiščih v Belgiji in ob Renu ter vstajah v notranjosti dežele je bilo ustanovljeno revolucionarno sodišče, kasneje še Odbor javne varnosti. S Pariško komuno so 2. junija na oblast prišli jakobinci, z njimi pa kljub novi ustavi, s katero je bila dana pravica do svobode govora, tiska, enakosti državljanov, diktatura. Vrstile so se vstaje v pretežni meri žirondistov, katerih vrhunec je bila usmrtitev vodje levega krila jakobincev Robespierra 28. julija 1794 (10. thermidor leta III po francoskem koledarju). Po nemirih in koncu vojne s Prvo koalicijo 6. aprila 1795 je bila sprejeta nova ustava (22. avgust), s katero je izvršno oblast od Narodnega zbora prevzel 5-članski Direktorij.

## Direktorij
Režim Direktorija je nastopil 28. oktobra po vstaji rojalistov, ki jo je v Parizu 4. oktobra zadušil general Napoleon Bonaparte. Vojna proti evropskim monarhijam se je nadaljevala z zavzetjem Nizozemske in ustanovitvijo vazalne Batavske republike. V severni Italiji je Napoleon kot novi poveljnik francoske vojske po začetnih zmagah v bitkah proti Avstriji in Sardiniji ustanovil več sestrskih republik. Po kasnejših porazih proti Drugi koaliciji se je vrnil v Pariz, kjer je 9. novembra 1799 izvedel vojaški udar, razpustil Direktorij, sebe pa razglasil za prvega konzula.

## Konzulat
Sledili so mirovni sporazumi s članicami Druge koalicije. Tako je Rusija izstopila iz zveze že decembra 1799, Avstrija je 9. februarja 1801 podpisala mirovni sporazum v Lunévillu, s katerim so Franciji bili potrjeni dosežki iz Campoformijskega miru, Angleži pa so sprejeli mir v Amiensu 27. marca 1802. Decembra istega leta se je Napoleon s plebiscitom izbral za doživljenjskega konzula, 18. maja 1804 pa z ukinitvijo Francoske prve republike in razglasitvijo Francoskega cesarstva bil kot Napoleon I. postavljen za francoskega cesarja.